# Vieux Yichouv
 (mai 2011).
L’ancien Yishouv (hébreu : היישוב הישן, haYishouv haYashan, littéralement « l'ancienne communauté ») est la communauté juive qui vivait en terre d'Israël (ou Palestine) de la destruction du Second Temple, en 70 à la première Aliyah en 1881, qui résulte de l'immigration sioniste.
Dans cet intervalle, une faible présence juive se maintient. Elle est cependant mise à mal par les guerres et décrets édictés aux époques byzantine, arabe et croisée. Le yishouv souffre également à  l'époque mamelouke et ne se relève qu'à la période ottomane.
De nos jours, il n’y aurait en Israël qu’une seule famille, les Zinati de Pek'in, qui aurait résidé dans le pays sans aucune interruption depuis les temps anciens.
L'ancien Yishouv était principalement composé de trois éléments : les Juifs moustaarabim (Juifs arabisés ; ceux de la terre d'Israël en étaient indigènes et n'avaient jamais quitté la terre), les séfarades (Juifs originaires de la péninsule ibérique, expulsés pour la plupart en 1492, et leur descendance) et les ashkénazes (Juifs originaires d'Allemagne et d'Europe de l'Est), venus pour la plupart afin de hâter la venue des temps messianiques.
Les points de peuplement dans l'ancien Yishouv se sont situés majoritairement dans les quatre villes saintes (Jérusalem, Safed, Tibériade et Hébron). Il existe aussi des communautés moins importantes à Jaffa, Haïfa, Peki'in (en), Acre, Sichem, Shefa Amr et jusqu'en 1779, à Gaza.
Petah Tikva, bien que créée en 1878 par des membres de l'ancien Yishouv, a été fortement développée par les sionistes. Cependant, c'est Rishon LeZion, la première colonie fondée par les Amants de Sion en 1882, qui est considérée comme le vrai début du Nouveau Yishouv.
L'Organisation de Libération de la Palestine considère que l'ancien Yishouv et ses descendants font partie du peuple palestinien ; l'article 6 de sa Charte note : « Les Juifs qui demeuraient en Palestine jusqu'au début de l'invasion sioniste, seront considérés Palestiniens ».

### Communautés juives autochtones

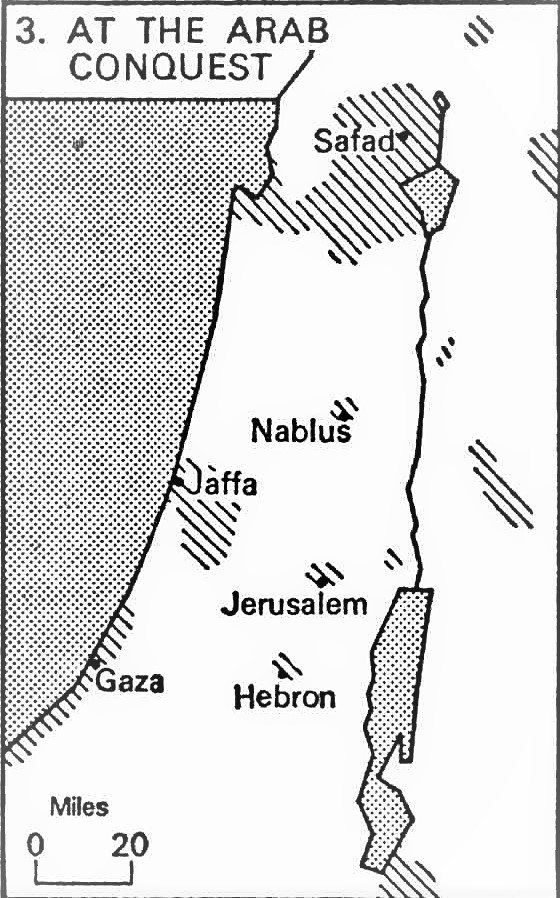
Illustration des régions habitées par les Juifs depuis la conquête islamique et jusqu'à la fin du Moyen Âge

## Histoire

### Premiers témoignages
Au Xe siècle, le géographe arabe al-Muqaddasi, originaire de Jérusalem, décrit une ville où les éléments juifs et chrétiens dominent, les seconds parmi les médecins et les scribes. La ville est belle, mais la vie y est dure, en particulier pour un musulman.
Maïmonide voyage d'Espagne au Maroc et en Égypte, et vit brièvement en Eretz Israël (après 1178), puis retourne s'installer en Égypte. Vers la même époque, le rabbin voyageur Benjamin de Tudèle visite la terre d'Israël et évoque la présence de 200 juifs dans chacune des villes de Acco et de Jérusalem.  
En 1211, un groupe de 300 juifs dirigé par les Tossafistes d'Angleterre et de France, arrive en Eretz Israël après de grandes difficultés. La plupart d’entre eux s'installent à Saint-Jean-d'Acre.
En 1260, le rabbin Yehiel de Paris arrive en Eretz Israël avec son fils et un groupe important de fidèles. Il s'installe à Acre. Il meurt entre 1265 et 1268 et est enterré près de Haïfa, sur le Mont Carmel.
Nahmanide arrive en 1267 et s'installe à Acre.
La grande majorité des colons ont été balayés par les croisés qui sont arrivés en 1219, et les quelques survivants ont été autorisés à vivre dans la ville d'Acre. Leurs descendants mélés aux résidents locaux d'origine juive, sont appelés Moustarabim.
En 1488, quand le rabbin Ovadia de Bertinoro arrive en Terre Sainte, il envoie régulièrement des lettres à son père en Italie, et à d'autres communautés en Diaspora pour les encourager à venir vivre en Eretz Israel dès que possible.

### Exil d'Espagne
En 1492 et en 1498, les Juifs séfarades sont expulsés d'Espagne et du Portugal. Certains y voient un signe du ciel les appelant à retourner dans leur patrie, Eretz Israel.
Au début du XVIe siècle, Safed devient un centre de la Kabbale, habité par des rabbins importants et des savants. Parmi eux, le rabbin Jacob Berab, le rabbin  Moshe Cordevero, le rabbin Yossef Karo et le Ari zal.
À cette époque il y a également une petite communauté séfarade  à Jérusalem, conduite par le rabbin Levi Ibn Haviv aussi connu comme le Mahralbach.
En 1561, Don  Joseph Nassi (diplomate juif et figure influente dans l'Empire ottoman durant les règnes des sultans Soliman I et de son fils Selim II)  réinstalle à Tibériade  et à Safed des Juifs séfarades dont beaucoup sont d'anciens Marranes.
Isaiah Horowitz, le Shelah Hakadosh, arrive en 1620.
Enfin, une immigration orientale n’a jamais cessé de gagner Eretz Israel, venue en particulier d’Afrique du nord, à la fois motivée par l’espérance messianique sous-jacente et poussée par l'insécurité qui régnait au Maghreb.
Certains fondent à Haïfa une nouvelle communauté, tandis que, dès 1844, des Juifs marocains s'établissent à Jérusalem. Ils sont bientôt suivis par d’autres contingents de faible importance, Juifs de Georgie en 1849, Juifs de Boukhara en 1868, Juifs persans en 1877 et Juifs d’Alep en 1880.
Ces Juifs, à leur tour, créent leurs propres communautés et établissent leurs quartiers à Jérusalem, tout en acceptant l’autorité supérieure de la communauté séfarade.

### Hassidim et Perushim
Au XVIIIe siècle, des groupes de Hassidim et de Perushim (en) s'installent en Palestine. En 1764, Le rabbin Nahman de Horodenka, disciple du Baal Shem Tov s'installe à Tibériade. En 1777, les dirigeants hassidiques Menachem Mendel de Vitebsk et le rabbin Avraham de Kaliski, des disciples du Maggid de Mezeritch s'installent également dans la région.
En 1747, le beau-frère de Baal Shem Tov, Abraham Gershon de Kitov se rend à Jérusalem.
Les Mitnagdim commencent à arriver en 1780. La plupart d'entre eux s'établissent à Safed ou à Tibériade. Certains mettent en place une communauté ashkénaze, à Jérusalem et reconstruisent la synagogue Hourva. Entre 1840 et 1880, cette communauté se dote d’institutions efficaces, d’un réseau éducatif (Ets Haim), d’un conseil regroupant les communautés d’étude et de prière (kolelim, 1866), et d’une presse. D’autres vagues d’immigrants arrivent entre 1840 et 1880, venues de Hongrie en particulier, peu nombreuses mais actives, en se réclamant du Hatam Sofer (1762-1839) et des valeurs quasi nationales qu’il professait (l’hébreu, le commandement de résider en Eretz Israel, etc.), opposées au judaïsme réformateur qu’il abhorrait.

## Économie

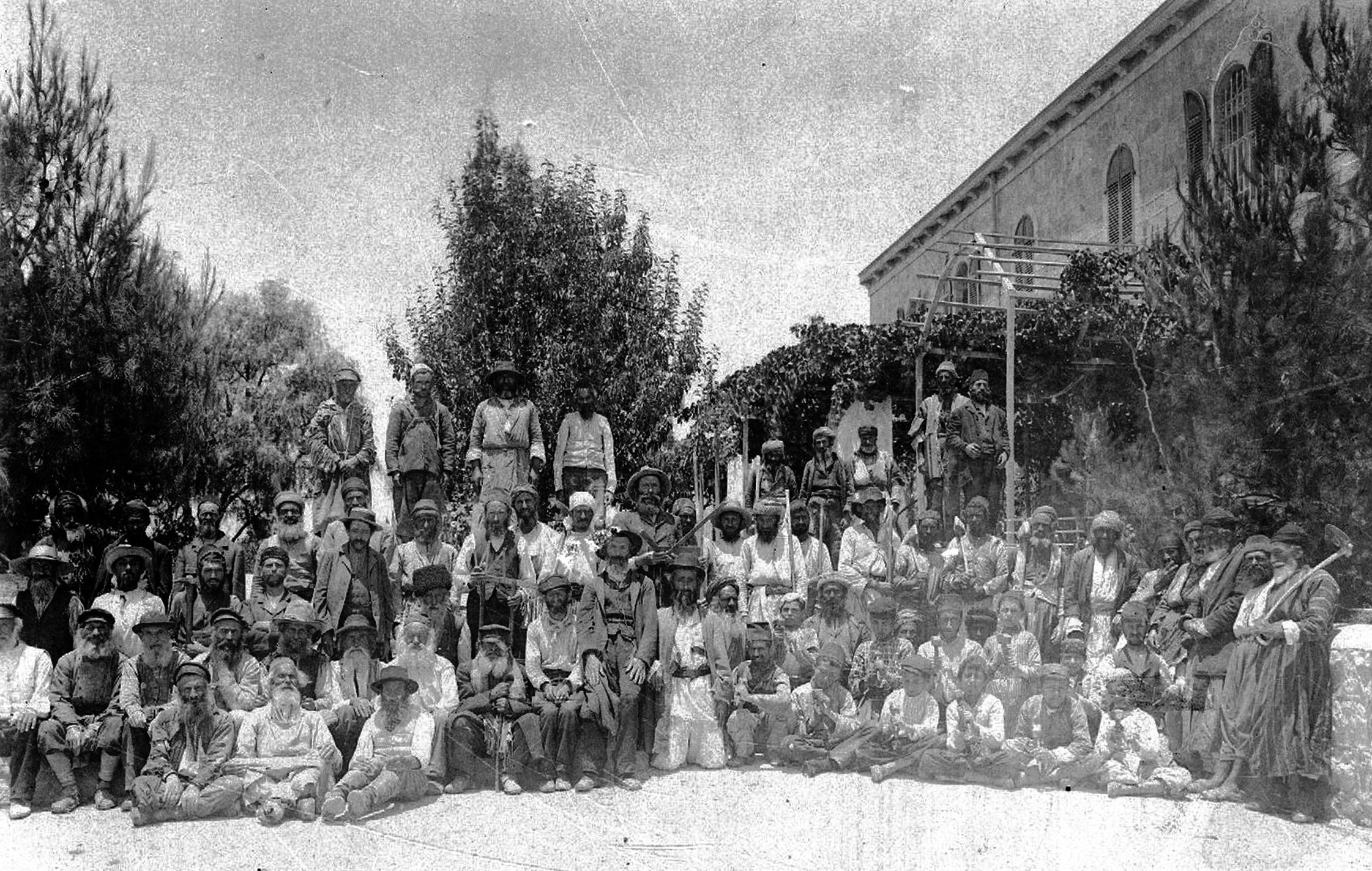
Travailleurs juifs du quartier de Jérusalem de Kerem Avraham en 1855

### Haloukah
Une grande partie de la population de l'ancien Yishouv vit des fonds envoyés de l’étranger par le monde religieux et ultraconservateur. Ces habitants sont essentiellement des sages et des érudits de la Torah. C’est le système de la halouka où n’entre ni sentiment de honte ni sentiment d’indignité, puisqu’il est entendu que le devoir des Juifs de l’étranger est de contribuer à la survie de ceux d’Eretz Israël, leurs « ambassadeurs » dans le pays des aïeux, qui, par leur prière et leur étude, hâtent la venue du messie.
Selon les estimations, environ 85 % des Juifs de l'ancien Yishouv vivent de ces dons. Pendant des générations les Juifs de la diaspora, subventionnaient leurs frères habitants la Palestine, pour leurs études de la Thora et leurs services divins et surtout du fait qu'ils n'avaient pas d'autres moyens de gagner leur vie.
Dans son livre Société et religion, Orthodoxie non sioniste en Eretz Israël (page 7) le sociologue Menachem Friedman (en) se réfère au sujet de l'argent de la haloukah : L'ancien Yishouv est fondée sur la perception traditionnelle qui voit en l'établissement d'Eretz Israël une valeur suprême pour le peuple juif dans son ensemble. Cette valeur est une fonction de la conception de base de la tradition juive, avec toutes ses composantes en ce qui concerne la connexion entre le peuple juif et son pays. Le yishouv en Terre d'Israël remplit un rôle religieux et spirituel, l'étude de la Torah et la prière, et exige que la diaspora les aides financièrement.
La littérature de la halakha et du Midrash soutient pleinement cette singulière interaction qui lie les juifs de Diaspora et ceux d'Eretz Israël. Selon cette approche la diaspora devait pourvoir aux besoins économiques et physiques des Juifs installés en Palestine et ceux-là étaient censés se consacrer à l'existence des valeurs centrales de la société juive traditionnelle, la prière et l'étude de la Torah en Terre Sainte et contribuer ainsi à l'existence et au bien-être des Juifs de diaspora.
Il y a une différence entre ashkénazes et séfarades concernant la division de la contribution financière. Les fonds étaient répartis entre les Juifs sépharades comme suit : un tiers pour les nécessiteux, un tiers pour les savants et un troisième pour les institutions publiques. Les fonds des juifs séfarades n'étaient pas destinés au grand public. Cependant, la répartition des fonds entre les Ashkénazes était faite par tête.
Cependant, parmi les membres de l'ancien Yishouv certains demandaient d'arrêter l'habitude de la Haloukah et de commencer à bâtir sur le travail manuel et le travail agricole. Le rabbin Akiva Yossef Schlesinger a beaucoup œuvré en ce sens, et ce malgré la vive opposition de ses coreligionnaires.
Les efforts entrepris aux environs des années 1870 par Montefiore, Rothschild et l’Alliance israélite universelle auront précisément pour but, par le biais d’une politique philanthropique, d’en finir avec cet état d’esprit caritatif.
La population de la province stagne dans la première moitié du XIXe siècle aux environs de 300 000 à 350 000 personnes, puis l’essor est rapide (426 000 habitants en 1890 et 652 000 en 1914)[réf. nécessaire]. Cet essor tient d’abord à l’expansion économique, en particulier à la croissance agricole dont les exportations auraient doublé entre 1855 et 1882.
De 1880 à 1914, outre les Juifs, de nombreux étrangers arrivent en Palestine, en particulier des Circassiens de Bulgarie et de Roumélie, des Égyptiens arrivés, eux, du temps du règne d’Ibrahim Pacha. En même temps, la croissance démographique de la population arabe est considérable, due pour partie à la fin des épidémies de peste.
D’où l’aggravation du problème foncier et la multiplication de situations conflictuelles entre les nouveaux propriétaires juifs et les exploitants arabes. En 1880, avant l’arrivée de ce que l’on désigne communément sous l’expression de « première alyah », la population juive se montait à 24 000 personnes[réf. nécessaire].
Le « vieux Yishouv », comme on va désormais le désigner, apparaît désuni (des conflits aigus opposent par exemple hassidim et perushim (en)).
Jérusalem est le carrefour des milieux rigoristes, en particulier dans la communauté ashkénaze, qui refusent l’introduction dans l’enseignement de disciplines profanes comme les mathématiques, l’histoire, la géographie, comme le voudraient précisément des philanthropes juifs soucieux de faire évoluer cette communauté. Ce refus ashkénaze qui demeure entier explique pourquoi avant 1880 les nouvelles écoles inspirées des méthodes occidentales, et financées par des philanthropes juifs, sont surtout fréquentées par des Juifs séfarades. Le clivage culturel ashkénazes-séfarades est criant avant même l’arrivée des premiers colons.
.
Au cours des années 1870, les rares visiteurs s’alarment de l’indigence dans laquelle croupit la communauté juive locale et sont choqués, en particulier, par la pratique de la halouka, tradition médiévale située pour eux aux antipodes d’une société fondée sur le travail et sur l’individu.

### Exportation de cédrat
L'exportation de cédrats (en hébreu etrog)  cultivés en Eretz Israël est également une source de revenus pour le vieux Yishouv.